# Marianne Grohmann
Marianne Grohmann (* 1969 in Wien) ist eine österreichische Alttestamentlerin.
Nach dem Studium der Evangelischen Theologie, Religionspädagogik und Germanistik in Wien und Berlin von 1987 bis 1995 arbeitete Grohmann von 1996 bis 2001 als Assistentin von Ulrich H. J. Körtner am Institut für Systematische Theologie. 1999 promovierte sie in Evangelischer Theologie mit einer Untersuchung über Wege einer christlichen Rezeption jüdischer Hermeneutik. Von 2002 bis 2006 war sie Assistentin am Institut für Alttestamentliche Wissenschaft und Biblische Archäologie. Seit 2007 ist sie ao. Professorin und seit 2019 Universitätsprofessorin für Altes Testament an der Evangelisch-Theologischen Fakultät der Universität Wien. Ihre Habilitation behandelte die Thematisierung von Fruchtbarkeit und Geburt in den Psalmen.